# Brownleeinae
Brownleeinae H.P.Linder & Kurzweil è una sottotribù di piante appartenenti alla famiglia delle Orchidacee (sottofamiglia Orchidoideae, tribù Orchideae).

## Tassonomia
Comprende i seguenti generi:
- Brownleea Harv. ex Lindl., 1842 (8 spp.)
- Disperis Sw., 1800 (81 spp.)